# Plebeia poecilochroa
Plebeia poecilochroa är en biart som beskrevs av Jesus Santiago Moure och Camargo 1995. Plebeia poecilochroa ingår i släktet Plebeia och familjen långtungebin. Inga underarter finns listade i Catalogue of Life.